# 295. pr. Kr.
◄ | 4. stoljeće pr. Kr. | 3. stoljeće pr. Kr. | 2. stoljeće pr. Kr. | ►
◄ | 320-ih pr. Kr. | 310-ih pr. Kr. | 300-ih pr. Kr. | 290-ih pr. Kr. | 280-ih pr. Kr. | 270-ih pr. Kr. | 260-ih pr. Kr. | ►
◄◄ | ◄ | 298. pr. Kr. | 297. pr. Kr. | 296. pr. Kr. | 295 pr. Kr. | 294. pr. Kr. | 293. pr. Kr. | 292. pr. Kr. | ► | ►►
Astronomija

## Događaji

### Zapadno Sredozemlje
- Ponovo se vode bitke Trećeg samnitskog rata. Uspjesi i porazi se smjenjuju, a nakon pobjede Rimljana u Bitci kod Sentinuma, Kelti, Etruščani i Umbri sklapaju s Rimom mir.
- Kvintus Fabius Maksimus Gurges posvećuje prvi Venerin hram u Rimu

### Istočno sredozemlje
- Demetrije I. Poliorket šalje flotu protiv Atene koja pred Atikom u buri doživljava brodolom. Usprkos tome, uspijeva uspostaviti pomorsku blokadu Atene.
- Ptolomej I. počinje ponovno osvajanje Cipra. Pokušaj da pomogne Ateni flotom od 150 brodova ne uspijeva.
- Seleuk I. dobiva Ciliciju
- Lizimah dobiva grčke gradove u Maloj Aziji